# Évêché titulaire de Themisonium
Themisonium est le nom d'un diocèse de l'Église primitive aujourd'hui désaffecté.
Son nom est utilisé comme siège titulaire pour un évêque chargé d'une autre mission que la conduite d'un diocèse contemporain.
Il est actuellement porté par Christian Kratz, évêque auxiliaire catholique de Strasbourg.

## Situation géographique
Ce diocèse était situé en Phrygie (Asie mineure). C'était un diocèse suffragant de celui de Laodicée.

## Liste des évêques catholiques titulaires de ce diocèse
| Début      | Fin        | Nat.               | Nom                              | Fonction exercée                                          |
| ---------- | ---------- | ------------------ | -------------------------------- | --------------------------------------------------------- |
| 03/03/1760 | 17/07/1775 | République tchèque | Johann Andreas Kaiser            | Évêque auxiliaire de Prague                               |
| 02/12/1901 | 13/02/1911 | Pays-Bas           | John Aelen                       | Évêque auxiliaire de Madras (Inde)                        |
| 30/05/1915 | 31/10/1918 | Pologne            | Paul Jedzink (pl)                | Évêque auxiliaire de Poznań                               |
| 20/02/1923 | 11/04/1946 | France             | Antoine Fourquet                 | Vicaire apostolique de Canton (Chine)                     |
| 12/12/1946 | 27/01/1957 | France             | Pierre Bonneau                   | Vicaire apostolique de Douala (Cameroun)                  |
| 22/07/1956 | 21/11/1969 | États-Unis         | Tomás Reilly                     | Prélat de San Juan de la Maguana (République dominicaine) |
| 30/05/1970 | 28/09/1977 | Mexique            | Rosendo Huesca Pacheco           | Évêque auxiliaire de Puebla de los Angeles                |
| 11/02/1978 | 31/07/1980 | Italie             | Serafino Sprovieri               | Évêque auxiliaire de Catanzaro                            |
| 20/12/1980 | 15/09/1983 | Italie             | Ennio Appignanesi                | Évêque auxiliaire de Lucera                               |
| 03/11/1983 | 14/04/2000 | Bolivie            | Gonzalo del Castillo Crespo (de) | Évêque auxiliaire de La Paz                               |
| 18/12/2000 |            | France             | Christian Kratz                  | Évêque auxiliaire de Strasbourg                           |

## Sources
- (en) Fiche sur le site catholic-hierarchy.org